# نادي الخدمة

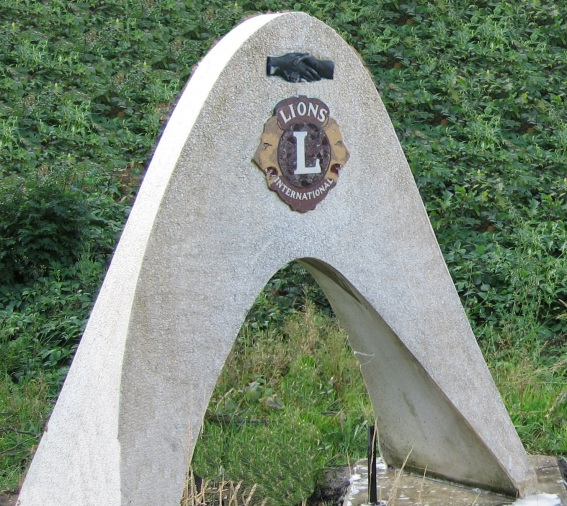

نادي الخدمة أو منظمة الخدمة هي منظمة تطوعية غير ربحية يجتمع الأعضاء  فيها بانتظام لأداء الأعمال الخيرية إما عن طريق الجهود العملية المباشرة أو عن طريق جمع الأموال لمنظمات أخرى. يتم تعريف نادي الخدمة أولاً من خلال مهمته في الخدمة الخيرية وثانيًا في مزايا العضوية، مثل المناسبات الاجتماعية وتكوين شبكات الأعمال وفرص النمو الشخصي التي تشجع على المشاركة.[بحاجة لرقم الصفحة]
لا تقتصر المنظمة الخدمية بالضرورة على الدوافع الأيديولوجية، على الرغم من أن المنظمات ذات الدوافع المحددة من المرجح أن تعرف نفسها من خلال ارتباطها. تشبه إلى حد كبير المنظمات الدينية التاريخية التي شكلت الأساس للعديد من المؤسسات المجتمعية، مثل المستشفيات، والمنظمات الخدمية تؤدي العديد من الخدمات الأساسية لمجتمعها وقضايا أخرى تستحقها. في الولايات المتحدة، عادةً ما يكون لدى بعض هذه الأندية أيضًا منظمة نادي مكونة معفاة من الضرائب 501 (c) (3) منظمة غير ربحية.
بدأت العديد من نوادي الخدمة اليوم كنوادي اجتماعية لشبكات الأعمال، ولكنها تطورت بسرعة إلى منظمات مخصصة للخدمة أكثر من شبكات الأعمال، على الرغم من أن تلك الشبكات قد تكون السبب الرئيسي وراء قرار العديد من الأعضاء الانضمام.
تاريخيًا، تتكون معظم نوادي الخدمة من مجموعات مجتمعية تشترك في نفس الاسم والأهداف ومتطلبات العضوية وهيكل الاجتماع. تلتقي العديد من هذه النوادي أسبوعيًا أو نصف أسبوعيًا أو شهريًا في يوم ووقت محددين بشكل متكرر، عادةً في وقت وجبة الطعام. . بدأت معظم هذه الأندية بنادي واحد في مدينة واحدة، ولكن بعد ذلك كررت نفسها من خلال تنظيم أندية مماثلة في مجتمعات أخرى. أصبحت العديد من منظمات نوادي الخدمة حركات عالمية، وحصلت على اعتراف رسمي من الأمم المتحدة ومختلف الحكومات كمنظمات غير حكومية.
لا تشير نوادي الخدمة في هذه المقالة إلى مصطلح «نادي الخدمة» المستخدم في المملكة المتحدة وأستراليا وبعض دول الكومنولث الأخرى، حيث تتكون هذه المجموعات من أندية لأعضاء «الخدمات»، وهو تعبير شائع للجيش أو القوات النظامية. في الأمريكتين، تُعرف هذه الأنواع من النوادي عمومًا باسم منظمات المحاربين القدامى أو المجموعات الأخوية للمحاربين القدامى.
تأسس أول نادٍ للخدمة في العالم، وهو نادي روتاري شيكاغو، في عام 1905 على يد بول هاريس، وهو محامي أراد أن ينشئ نادٍ محترف فيه نفس الروح الودية التي شعر بها في البلدات الصغيرة في شبابه. اشتق اسم «دوراني» من الممارسة المبكرة لتناوب الاجتماعات بين مكاتب الأعضاء.

## أمثلة
العديد من نوادي الخدمات بدأت في أوائل القرن العشرين، مثل كيوانيس، ونوادي ليونز الدولية ، منظمة الروتاري الدولية، وسيفيتان إنترناشيونال، وسام دي مولاي، وأبيكس كلوب أوف أستراليا، وألتروسا إنترناشونال، الغرفة الفتية الدولية، وسرتوما، والصرافة، والمتفائلين، وأوروبتيمستس، وكيندا، زونتا، منظمة كوتا الدولية، لوسيس ترست، المائدة المستديرة.
هناك جيل جديد من نوادي الخدمة يشمل Helpers Dynasty و HandsOn Network و BEAN و DoSomething.org و be-active.org و Golden.